# Fotogravyr
Fotogravyr eller Heliogravyr är en fotografisk reproduktionsteknik enligt djuptryckstekniken, och är även en benämning på bilder framställda i denna teknik.
Fotogravyren bygger på samma princip som och är en föregångare till koppardjuptrycket, och ersattes senare av denna teknik. Förfarandet gick till så att en blankpolerad kopparplatta "kornades" genom att förses med ett ytterst fint lager asfaltspulver, vilket genom plåtens uppvärmning smältes och därvid fastnar på plåten. Ett diapositiv kopieras på pigmentpapper, vilket fuktas och pressas fast vid plåten. Efter torkning övergjuts plåten med varmt vatten, som löser pigmentpapprets inte härdade gelatin, som därefter med pappret tvättas bort. När denna är färdigetsad, avlägsnas beläggningen, även den ursprungliga korningen, genom tvättning i lut och terpentin, och efter en eventuell retuschering förstålas plåten på galvanisk väg. 
Vid tryckning färgas plåt in med tamponer, och färgen stannar då på de etsade partierna allt efter deras djup. På de blanka, inte etsade partierna fastnar ingen färg.
Heliogravyren ansågs länge som den främsta fotomekaniska reproduktionstekniken. Fox Talbot hade redan 1853 lyckats framställa fotogravyrer, men den som kom att praktiskt utveckla metoden, efter de metoder som sedan kom att användas under slutet av 1800- och 1900-talet var österrikaren Karl Klietsch 1878.